# Veikko Malmio
Bruno Veikko Malmio, född 22 juni 1918 i Norrmark, död 23 maj 2000 i Helsingfors, var en finländsk arkitekt.
Malmio avlade studentexamen 1936. Han utexaminerades 1943 från Tekniska högskolan i Helsingfors och företog flera studieresor i Europa och USA 1944–1954. Han arbetade 1949–1951 tillsammans med kollegerna Ragnar och Martta Ypyä, med vilka han 1951–1957 planerade sjukhuset Amtssygehuset i Glostrup utanför Köpenhamn, där han även verkade för Köpenhamns amtsstyrelse.
Malmio inledde egen privatpraktik i Helsingfors 1954 och ritade bland annat posthusen i Tammerfors och Björneborg, Björneborgs kanslihus samt ett flertal bankbyggnader för Nordiska föreningsbanken. Han var en av huvudarkitekterna för Hagalund i Esbo och planerade även Hanaholmens kulturcentrum i denna stad.
Malmio tilldelades Frihetskorset av 3:e och 4:e klass samt Riddartecknet av I klass av Finlands Vita Ros’ orden.
Han gifte sig 1943 med operasångerskan Liisa Elina Linko.